# Galea leucoblephara leucoblephara
Galea leucoblephara leucoblephara es la subespecie típica de la especie de roedor histricomorfio G. leucoblephara, denominada comúnmente cuis moro. Se distribuye en el centro-oeste del Cono Sur de Sudamérica.

## Taxonomía
Descripción original
Este taxón fue descrito como una especie plena originalmente en el año 1861 por el naturalista paleontólogo y zoólogo alemán, nacionalizado argentino, Carlos Germán Burmeister, con el nombre científico de Anoema leucoblephara.
Localidad tipo y ejemplar holotipo
Al ser descrito el taxón, la localidad tipo asignada fue muy general: "Die Art war häufig bei Mendoza wie bei Tucuman" (desde “Mendoza a Tucumán”). En el año 1936, J. Yepes la restringió a “Mendoza”, sin embargo, tampoco designó un holotipo, el cual finalmente fue designado recién en el año 2004 por Katrin Y. Solmsdorff, Dagmar Kock, Christa Hohoff y Norbert Sachser.
Etimología
Etimológicamente, el epíteto subespecífico (y específico) leucoblephara se construye con dos palabras del idioma griego, en donde: leukos significa ‘blanco’ y blepharon es ‘párpado’. Refiere a una característica de este roedor que había llamado la atención a Burmeister: “…los bordes de los ojos blanco puros…”

### Historia taxonómica
Desde el año 1935 fue tratada como una subespecie de Galea musteloides Meyen, 1832 (es decir, Galea musteloides leucoblephara) hasta que, luego de un estudio en el que se empleó secuencias de un gen mitocondrial (citocromo b), en el año 2010, Galea leucoblephara fue elevada a especie plena por Jonathan L. Dunnum y Jorge Salazar-Bravo, asignándole este taxón como su subespecie típica. 
En el año 2008, en su tesis doctoral, Alexandra Maria Ramos Bezerra consideró que a este taxón le correspondía una categoría de especie independiente (es decir, Galea leucoblephara monotípica) al elevar sus subespecies a esta misma condición, algo que aún no se efectivizó mediante un acto nomenclatural.

## Distribución y hábitat
Este taxón habita en estepas herbáceas o arbustivas en llanuras o sierras, distribuyéndose en las provincias del centro-oeste de la Argentina: desde el sur de Catamarca, La Rioja, San Juan, norte de Mendoza, San Luis y Córdoba.